# 數學焦慮
數學焦慮（英語：Mathematical anxiety），也稱為數學恐懼症（英語：math phobia），是人對於數學能力的焦慮症。美國心理學家馬克·亨利·阿什克拉夫特將數學焦慮定義為“一種干擾數學表現的緊張、憂慮或恐懼感”。数学焦虑的个体遇到与算术或数学有关的问题时会产生的紧张和焦虑情绪。数学焦虑在日常生活和学术科研中很常见。有數學焦慮症的人不一定缺乏數學能力，相反，正由於焦慮症的干擾症狀，他們無法充分發揮其潛力。數學焦慮以多種方式表現出來，包括身體、心理和行為症狀，這些都會影響學生的數學表現。

## 社会文化
中国学生的数学焦虑水平显著低于美国学生，而数学学习成就水平显著高于美国学生。

### 性别差异
数学焦虑存在性别差异。女性自我报告的数学焦虑水平高于男性，且随着国家经济发展的增加数学焦虑和性别差距正在扩大。

#### 空间处理能力
数学焦虑的性别差异由空间处理能力引起。

#### 性别刻板印象假说
在社会文化刻板印象中，人们倾向于认为男性在数学相关的领域能力比女性更强从而更容易占主导地位。

## 影响

### 生理反应
高数学焦虑水平个体在进行数学相关的认知任务时，其心率、神经激活和皮质醇等生理反应也会受到影响。

#### 疼痛
当提示即将进行的数学任务时，数学焦虑程度较高的个体表现出的神经活动与个体经历身体疼痛时的神经活动相似。

#### 杏仁核
高数学焦虑个体更多激活处理负面情绪和威胁刺激相关的杏仁核脑区。

#### 背外侧前额叶
高数学焦虑个体较少的激活与工作记忆相关的脑区背外侧前额叶皮层。

#### 后顶叶皮层
数学焦虑程度较高的个体表现出后顶叶皮层区域的激活减少。

### 降低数学能力和成绩
高数学焦虑个体在一般性的思维和认知任务中表现正常，但数学认知能力显著下降包括计算、数学问题解决等复杂数学加工。数学焦虑与数学学习成就的降低显著相关。

#### 逃避数学
对数学的焦虑和恐惧导致个体会逃避与算术或数学有关的任务，也因此使数学焦虑个体的数学能力变得越来越低，而这又加重数学焦虑。

### 工作记忆
工作记忆对于数学加工起到关键的作用。

#### 工作记忆资源不足
数学进位运算需要借助工作记忆才能完成。高数学焦虑个体在数学相关语境下使用工作记忆资源存在困难。这可能由于数学焦虑占用了原本用于数学进位运算的工作记忆资源，使个体没有足够的工作记忆资源用于数学计算从而干扰数学能力影响数学成绩。

#### 侵入式思维
算术或数学运算诱发的侵入性思维会占用工作记忆，使高数学焦虑个体在情绪性语境下的工作记忆资源低于中性语境下的工作记忆资源

## 缓解

### 写作
写作通过释放工作记忆资源从而有效减少个体在考试期间对数学失败忧虑。

### 认知重构
认知重构对生理唤醒的再评估或者对生理唤醒的重新解释可以有效降低侵入性思维的干扰,从而减缓数学焦虑。